# Traditi humilitati
Traditi humilitati − jedyna encyklika papieża Piusa VIII, ogłoszona 24 maja 1829, w której zawarł on wytyczne swego pontyfikatu (dokument programowy pontyfikatu).

## Treść
Odwołując się do sytuacji społecznej i panujących w kulturze trendów papież zwrócił uwagę na naglące problemy w życiu Kościoła katolickiego i ludzkości. Potępione zostało szerzenie się błędów doktrynalnych i bagatelizowanie religii chrześcijańskiej w życiu społeczeństw. Wypomniany został indyferentyzm religijny nowych ruchów społecznych i prądów filozoficznych. Jeśli chodzi o tłumaczenia i rozpowszechnianie Pisma Świętego w językach narodowych, papież nakazał wystrzeganie się od lektury tłumaczeń nieposiadających aprobaty biskupiej, niejednokrotnie zawierających własne interpretacje domorosłych egzegetów. Pius VIII podkreślił, iż część narodowych niekatolickich wersji tłumaczeń zawiera „małe przewrotne wstawki”. Wspominając nauczanie Klemensa XII, Benedykta XIV, Piusa VII oraz Leona XII Pius VIII potępił tajne stowarzyszenia. Kolejnymi poruszonymi w dokumencie tematami były: towarzyszenie demoralizujące młodzież, konieczność troski biskupów o seminaria duchowne, rozpowszechnianie książek nauczających bezbożności oraz godność sakramentu małżeństwa. W końcowych punktach przypomniane zostało nauczanie dotyczące obowiązków pasterskich papieża i potrzeba współpracy z władzą świecką. Dokument kończy wezwanie wstawiennictwa Matki Bożej i świętych Piotra i Pawła.